# Milove
Milove (ukrajinsky Мілове; rusky Меловое – Melovoje) je sídlo městského typu a hraniční přechod v Luhanské oblasti na východě Ukrajiny, v těsném sousedství Čertkova v ruské Rostovské oblasti. Od Luhanska je Milove vzdáleno zhruba 140 kilometrů na severovýchod a v roce 2013 mělo zhruba pět tisíc obyvatel.

## Dějiny
Milove bylo založeno v roce 1872 jako osada, od roku 1924 mělo statut vesnice a od roku 1938 je sídlem městského typu.

### Rodáci
- Denys Viktorovyč Harmaš (*1990) – ukrajinský fotbalista